# Coprosma pilosa
Coprosma pilosa är en måreväxtart som beskrevs av Stephan Ladislaus Endlicher. Coprosma pilosa ingår i släktet Coprosma och familjen måreväxter.
Artens utbredningsområde är Norfolkön. Inga underarter finns listade i Catalogue of Life.